# Ramgarh
Ramgarh (en hindi: रामगढ़ छावनी ) es una localidad de la India, centro administrativo del distrito de Ramgarh en el estado de Jharkhand.

## Geografía
Se encuentra a una altitud de 340 m s. n. m. a 57 km de la capital estatal, Ranchi, en la zona horaria UTC +5:30.

## Demografía
Según estimación 2010 contaba con una población de 98 210 habitantes.